# Ella Toone
Ella Ann Toone (Tyldesley, 2 settembre 1999) è una calciatrice inglese, attaccante del Manchester United e della nazionale inglese.
Con la maglia della nazionale della Gran Bretagna ha preso parte al torneo femminile dei Giochi della XXXII Olimpiade.

## Carriera

### Club

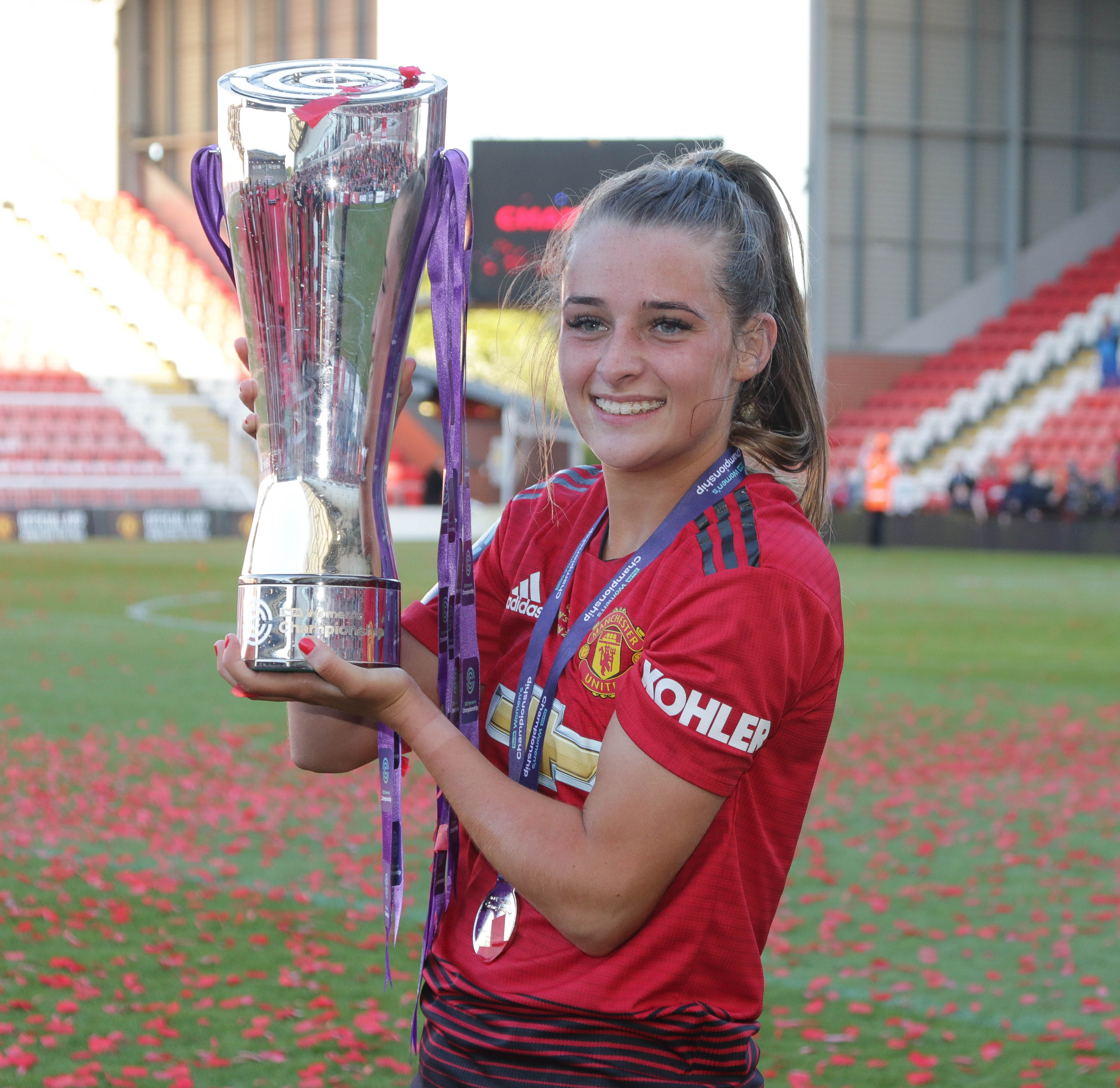
Ella Toone col trofeo della FA Championship 2018-19 vinta col Manchester United.

Nata a Tyldesley nella contea della Grande Manchester, Ella Toone ha iniziato a giocare a calcio sin da bambina, giocando nella squadra femminile dell'Astley & Tyldesley. Nel 2007 entrò a far parte del Manchester United's Centre of Excellence, giocando nelle squadre giovanili del Manchester United e rimanendovi per sei anni. Nel 2013, infatti, vista la mancanza della prima squadra femminile al Manchester United, decise di trasferirsi al Blackburn Rovers. Dal 2016, grazie a un doppio contratto, si allenava col Manchester City, campione d'Inghilterra in quell'anno, e nel fine settimana giocava col Blackburn Rovers nella FA Women's Premier League. Nella stagione 2017 fece il suo esordio nella FA Women's Super League, massima serie del campionato inglese.

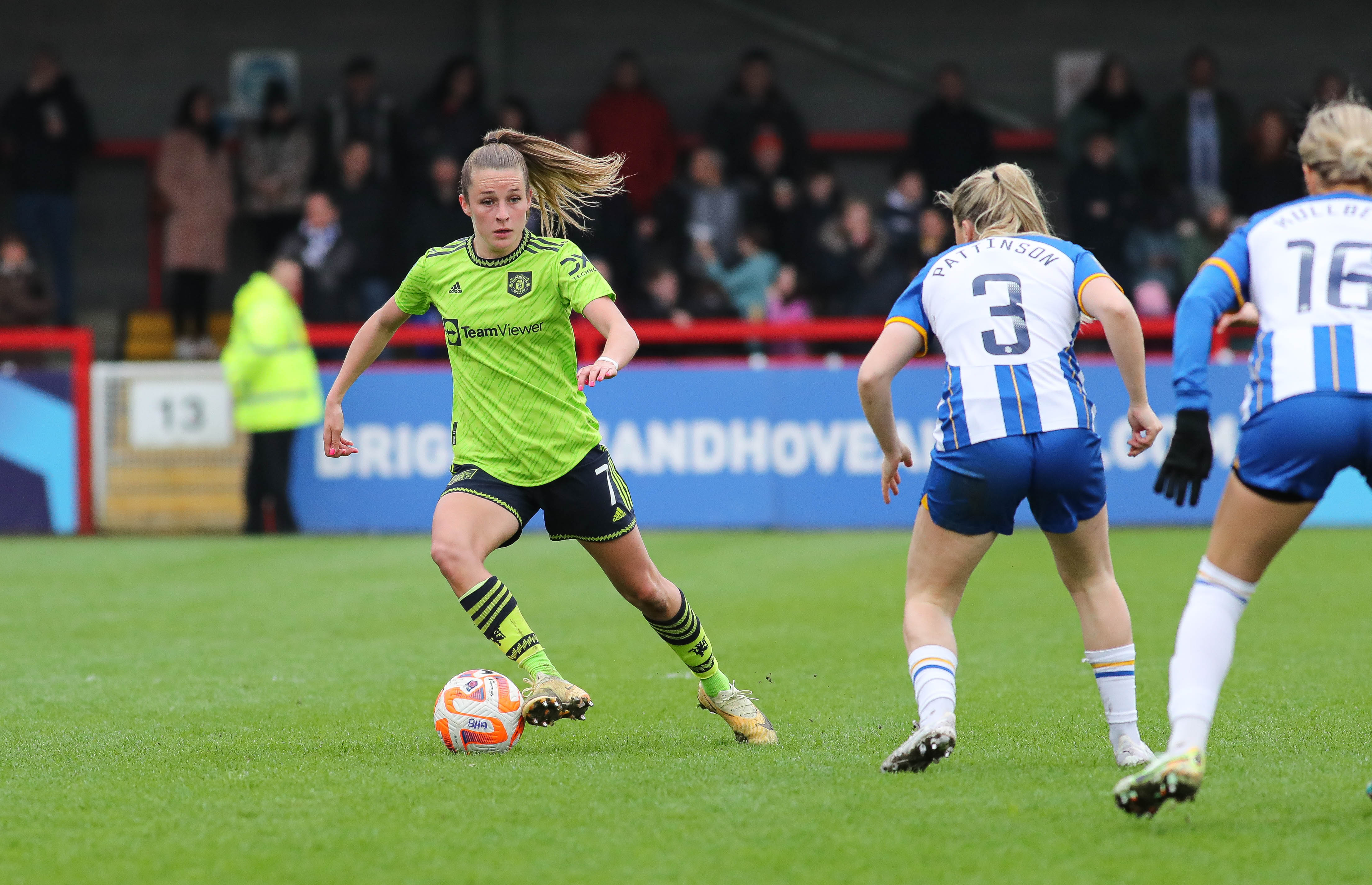
Toone in azione con la maglia del Manchester United nell'aprile 2023.

Quando nel 2018 il Manchester United decise di creare una prima squadra femminile ed iscriverla in FA Women's Championship, seconda serie nazionale, Toone decise di tornare alla società dov'era cresciuta e della quale era tifosa sin da piccola, una delle sette calciatrici che tornarono dopo l'esperienza nel centro d'eccellenza. La prima stagione si concluse con un'agevola vittoria del campionato, che portò lo United in Super League. Toone mise a segno 14 reti in campionato, risultando la seconda miglior marcatrice della squadra dopo Jessica Sigsworth, e vincendo il premio come migliore calciatrice in Championship del mese di febbraio. Nell'edizione 2019-20 della FA Women's League Cup realizzò cinque reti nella vittoria per 11-1 sul Leicester City, eguagliando il record di Sigsworth per il maggior numero di reti in una partita ufficiale. All'inizio della stagione 2021-22 ha rinnovato per altri quattro anni il suo contratto con lo United, del quale è la calciatrice col maggior numero di presenze e di reti in partite ufficiali.

### Nazionale
Ella Toone ha fatto parte nelle nazionali giovanili dell'Inghilterra sin dall'Under-17, con la quale ha partecipato prima al campionato europeo 2016 di categoria e poi al campionato mondiale 2016 di categoria. Al campionato europeo Toone mise a segno due reti nella larga vittoria per 12-0 sulle padrone di casa della Bielorussia nella fase a gironi. Con l'Under-19 ha giocato e segnato cinque reti nella fase di qualificazione al campionato europeo 2018 di categoria, senza che l'Inghilterra conquistasse l'accesso alla fase finale. Ha poi giocato nell'Under-21 inglese in una serie di amichevoli e tornei internazionali. Era stata anche inserita in una prima rosa allargata in vista del campionato mondiale Under-20 2018, ma non dovette lasciare la squadra a causa di un infortunio.
Toone ha ricevuto la sua prima convocazione nella nazionale maggiore il 30 settembre 2020 quando il selezionatore Phil Neville l'ha chiamata per un raduno. Ha poi fatto il suo esordio in nazionale il 23 febbraio 2021 nell'amichevole vinta 6-0 contro l'Irlanda del Nord, partita nella quale ha messo a segno anche la sua prima rete in nazionale. A fine maggio 2021 Hemp venne inserita tra le riserve della rosa della nazionale della Gran Bretagna in vista del torneo femminile dei Giochi della XXXII Olimpiade. Pochi giorni dopo fu costretta a lasciare il ritiro perché positiva al COVID-19. Venne successivamente reinserita in rosa dopo che era stato deciso l'allargamento delle rose delle nazionali partecipanti da 18 a 22. Nel corso del torneo giocò negli ultimi minuti della partita della fase a gironi contro il Cile.

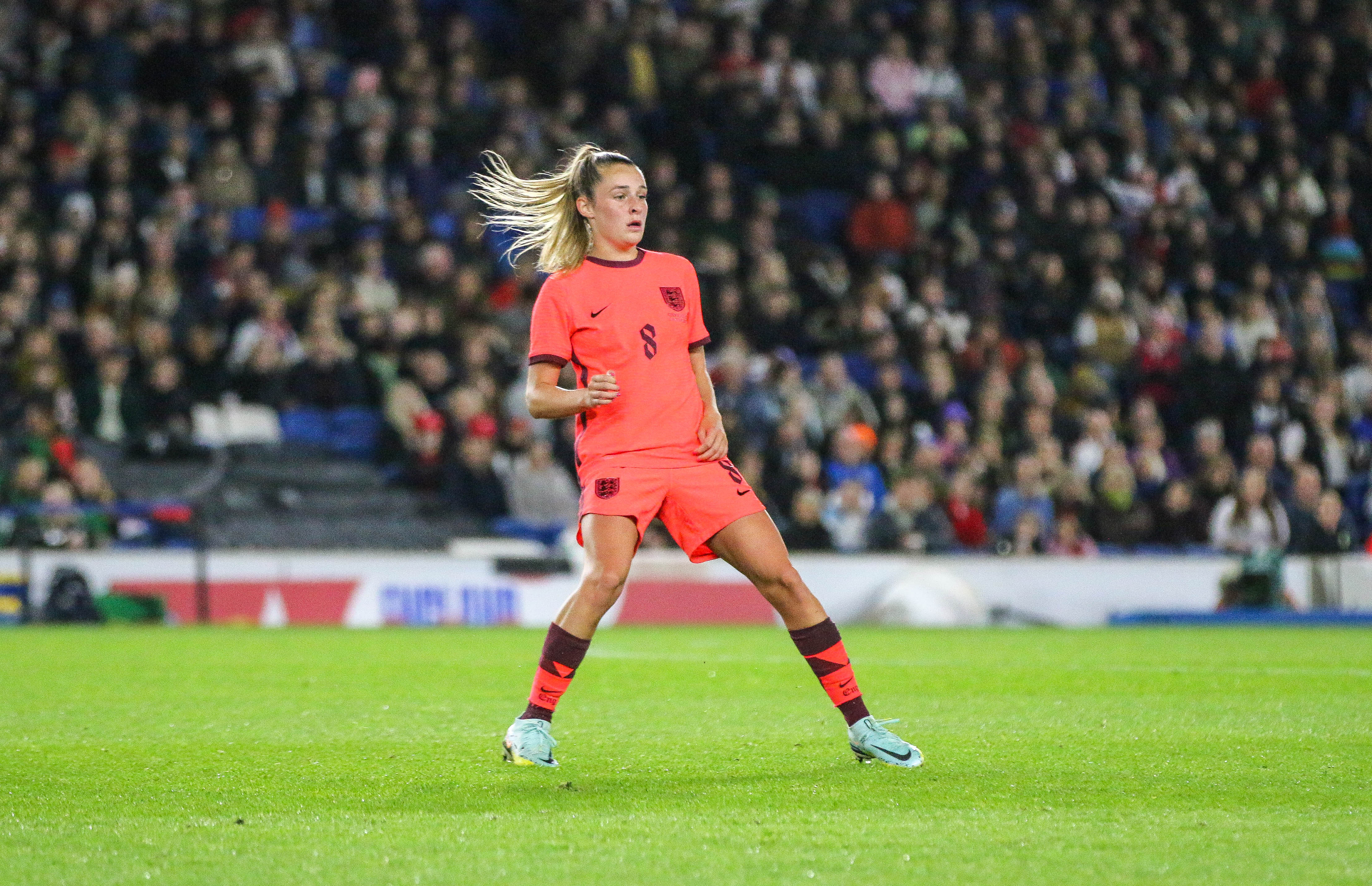
Toone con la maglia della nazionale nell'ottobre 2022.

È stata poi impiegata regolarmente nelle partite valide per le qualificazioni al campionato mondiale 2023, realizzando due triplette, una nella vittoria per 10-0 sulla Lettonia il 26 ottobre 2021 e l'altra nella vittoria ancora per 10-0 sulla Macedonia del Nord l'8 aprile 2022. Nel febbraio 2022 è stata convocata per l'Arnold Clark Cup, giocando in tutte e tre le partite disputate dall'Inghilterra, che ha vinto la prima edizione del torneo. È stata convocata dalla selezionatrice Sarina Wiegman per il campionato europeo 2022, organizzato proprio in Inghilterra. Dopo essere scesa in campo in tutte e tre le partite della fase a gironi, ha ha avuto un ruolo decisivo nel quarto di finale contro la Spagna, segnando la rete del pareggio a pochi minuti dalla fine della partita, poi vinta dalle inglesi per 2-1 dopo i tempi supplementari.
Il 6 aprile 2023 ha segnato il gol del temporaneo vantaggio nella Finalissima contro il Brasile: le Leonesse si sono poi aggiudicate la vittoria finale ai rigori. È stata poi convocata dalla selezionatrice Sarina Wiegman anche per il campionato mondiale 2023.

## Statistiche

### Presenze e reti nei club
Aggiornata al 27 luglio 2025.
| Stagione                 | Squadra                  | Campionato               | Campionato | Campionato | Coppe nazionali | Coppe nazionali | Coppe nazionali | Coppe internazionali | Coppe internazionali | Coppe internazionali | Altre coppe | Altre coppe | Altre coppe | Totale | Totale |
| Stagione                 | Squadra                  | Comp                     | Pres       | Reti       | Comp            | Pres            | Reti            | Comp                 | Pres                 | Reti                 | Comp        | Pres        | Reti        | Pres   | Reti   |
| ------------------------ | ------------------------ | ------------------------ | ---------- | ---------- | --------------- | --------------- | --------------- | -------------------- | -------------------- | -------------------- | ----------- | ----------- | ----------- | ------ | ------ |
| 2015-2016                | Blackburn Rovers         | PLN                      | 5          | 3          | CI              | 0               | 0               | -                    | -                    | -                    | PLC         | 3           | 2           | 8      | 5      |
| 2016-2017                | Blackburn Rovers         | PLN                      | 15         | 10         | CI              | 0               | 0               | -                    | -                    | -                    | PLC         | 10          | 11          | 25     | 21     |
| Totale Blackburn Rovers  | Totale Blackburn Rovers  | Totale Blackburn Rovers  | 20         | 13         |                 | 0               | 0               |                      | -                    | -                    |             | 13          | 13          | 33     | 26     |
| 2016                     | Manchester City          | SL1                      | 0          | 0          | CI              | 0               | 0               | WCL                  | 0                    | 0                    | CL          | 1           | 0           | 1      | 0      |
| 2017                     | Manchester City          | SL1                      | 2          | 0          | CI              | 0               | 0               | WCL                  | 0                    | 0                    | -           | -           | -           | 2      | 0      |
| 2017-2018                | Manchester City          | SL1                      | 3          | 0          | CI              | 0               | 0               | WCL                  | 0                    | 0                    | CL          | 3           | 0           | 6      | 0      |
| Totale Manchester City   | Totale Manchester City   | Totale Manchester City   | 5          | 0          |                 | 0               | 0               |                      | 0                    | 0                    |             | 4           | 0           | 9      | 0      |
| 2018-2019                | Manchester United        | CH                       | 20         | 14         | CI              | 3               | 1               | -                    | -                    | -                    | CL          | 6           | 0           | 29     | 15     |
| 2019-2020                | Manchester United        | SL                       | 13         | 1          | CI              | 0               | 0               | -                    | -                    | -                    | CL          | 5           | 6           | 18     | 7      |
| 2020-2021                | Manchester United        | SL                       | 22         | 9          | CI              | 2               | 1               | -                    | -                    | -                    | CL          | 3           | 0           | 27     | 10     |
| 2021-2022                | Manchester United        | SL                       | 22         | 7          | CI              | 2               | 1               | -                    | -                    | -                    | CL          | 5           | 1           | 29     | 9      |
| 2022-2023                | Manchester United        | SL                       | 22         | 3          | CI              | 4               | 0               | -                    | -                    | -                    | CL          | 2           | 0           | 28     | 3      |
| 2023-2024                | Manchester United        | SL                       | 22         | 6          | CI              | 5               | 3               | -                    | -                    | -                    | CL          | 4           | 0           | 31     | 9      |
| 2024-2025                | Manchester United        | SL                       | 18         | 5          | CI              | 5               | 3               | -                    | -                    | -                    | CL          | 1           | 0           | 24     | 8      |
| Totale Manchester United | Totale Manchester United | Totale Manchester United | 129        | 45         |                 | 18              | 9               |                      | -                    | -                    |             | 26          | 7           | 186    | 61     |
| Totale carriera          | Totale carriera          | Totale carriera          | 154        | 58         |                 | 18              | 9               |                      | 0                    | 0                    |             | 43          | 20          | 228    | 87     |

### Cronologia presenze e reti in nazionale
| Cronologia completa delle presenze e delle reti in nazionale ― Inghilterra | Cronologia completa delle presenze e delle reti in nazionale ― Inghilterra | Cronologia completa delle presenze e delle reti in nazionale ― Inghilterra | Cronologia completa delle presenze e delle reti in nazionale ― Inghilterra | Cronologia completa delle presenze e delle reti in nazionale ― Inghilterra | Cronologia completa delle presenze e delle reti in nazionale ― Inghilterra | Cronologia completa delle presenze e delle reti in nazionale ― Inghilterra | Cronologia completa delle presenze e delle reti in nazionale ― Inghilterra |
| Data                                                                       | Città                                                                      | In casa                                                                    | Risultato                                                                  | Ospiti                                                                     | Competizione                                                               | Reti                                                                       | Note                                                                       |
| -------------------------------------------------------------------------- | -------------------------------------------------------------------------- | -------------------------------------------------------------------------- | -------------------------------------------------------------------------- | -------------------------------------------------------------------------- | -------------------------------------------------------------------------- | -------------------------------------------------------------------------- | -------------------------------------------------------------------------- |
| 23-2-2021                                                                  | Burton upon Trent                                                          | Inghilterra                                                                | 6 – 0                                                                      | Irlanda del Nord                                                           | Amichevole                                                                 | 1                                                                          | 46’                                                                        |
| 13-4-2021                                                                  | Stoke-on-Trent                                                             | Inghilterra                                                                | 0 – 2                                                                      | Canada                                                                     | Amichevole                                                                 | -                                                                          | 46’                                                                        |
| 17-9-2021                                                                  | Southampton                                                                | Inghilterra                                                                | 8 – 0                                                                      | Macedonia del Nord                                                         | Qual. Mondiali 2023                                                        | 1                                                                          |                                                                            |
| 21-9-2021                                                                  | Lussemburgo                                                                | Lussemburgo                                                                | 0 – 10                                                                     | Inghilterra                                                                | Qual. Mondiali 2023                                                        | -                                                                          | 81’                                                                        |
| 23-10-2021                                                                 | Londra                                                                     | Inghilterra                                                                | 4 – 0                                                                      | Irlanda del Nord                                                           | Qual. Mondiali 2023                                                        | -                                                                          |                                                                            |
| 26-10-2021                                                                 | Liepāja                                                                    | Lettonia                                                                   | 0 – 10                                                                     | Inghilterra                                                                | Qual. Mondiali 2023                                                        | 3                                                                          | 69’                                                                        |
| 23-11-2021                                                                 | Sunderland                                                                 | Inghilterra                                                                | 1 – 0                                                                      | Austria                                                                    | Qual. Mondiali 2023                                                        | -                                                                          | 63’                                                                        |
| 30-11-2021                                                                 | Doncaster                                                                  | Inghilterra                                                                | 20 – 0                                                                     | Lettonia                                                                   | Qual. Mondiali 2023                                                        | 1                                                                          | 46’                                                                        |
| 17-2-2022                                                                  | Middlesbrough                                                              | Inghilterra                                                                | 1 – 1                                                                      | Canada                                                                     | Arnold Clark Cup 2022                                                      | -                                                                          | 46’                                                                        |
| 20-2-2022                                                                  | Norwich                                                                    | Inghilterra                                                                | 0 – 0                                                                      | Spagna                                                                     | Arnold Clark Cup 2022                                                      | -                                                                          | 80’                                                                        |
| 23-2-2022                                                                  | Wolverhampton                                                              | Inghilterra                                                                | 3 – 1                                                                      | Germania                                                                   | Arnold Clark Cup 2022                                                      | -                                                                          | 82’                                                                        |
| 8-4-2022                                                                   | Skopje                                                                     | Macedonia del Nord                                                         | 0 – 10                                                                     | Inghilterra                                                                | Qual. Mondiali 2023                                                        | 3                                                                          |                                                                            |
| 12-4-2022                                                                  | Belfast                                                                    | Irlanda del Nord                                                           | 0 – 5                                                                      | Inghilterra                                                                | Qual. Mondiali 2023                                                        | 1                                                                          |                                                                            |
| 24-6-2022                                                                  | Leeds                                                                      | Inghilterra                                                                | 5 – 1                                                                      | Paesi Bassi                                                                | Amichevole                                                                 | 1                                                                          | 64’                                                                        |
| 30-6-2022                                                                  | Zurigo                                                                     | Svizzera                                                                   | 0 – 4                                                                      | Inghilterra                                                                | Amichevole                                                                 | -                                                                          | 61’                                                                        |
| 6-7-2022                                                                   | Manchester                                                                 | Inghilterra                                                                | 1 – 0                                                                      | Austria                                                                    | Euro 2022 - Fase a gironi                                                  | -                                                                          | 63’                                                                        |
| 11-7-2022                                                                  | Brighton & Hove                                                            | Inghilterra                                                                | 8 – 0                                                                      | Norvegia                                                                   | Euro 2022 - Fase a gironi                                                  | -                                                                          | 57’                                                                        |
| 15-7-2022                                                                  | Southampton                                                                | Irlanda del Nord                                                           | 0 – 5                                                                      | Inghilterra                                                                | Euro 2022 - Fase a gironi                                                  | -                                                                          | 46’                                                                        |
| 20-7-2022                                                                  | Brighton & Hove                                                            | Inghilterra                                                                | 2 – 1 dts                                                                  | Spagna                                                                     | Euro 2022 - Quarti di finale                                               | 1                                                                          | 64’                                                                        |
| 26-7-2022                                                                  | Sheffield                                                                  | Inghilterra                                                                | 4 – 0                                                                      | Svezia                                                                     | Euro 2022 - Semifinali                                                     | -                                                                          | 79’                                                                        |
| 31-7-2022                                                                  | Londra                                                                     | Inghilterra                                                                | 2 – 1 dts                                                                  | Germania                                                                   | Euro 2022 - Finale                                                         | 1                                                                          | 56’                                                                        |
| 3-9-2022                                                                   | Wiener Neustadt                                                            | Austria                                                                    | 0 – 2                                                                      | Inghilterra                                                                | Qual. Mondiali 2023                                                        | -                                                                          | 79’                                                                        |
| 6-9-2022                                                                   | Stoke-on-Trent                                                             | Inghilterra                                                                | 10 – 0                                                                     | Lussemburgo                                                                | Qual. Mondiali 2023                                                        | 1                                                                          |                                                                            |
| 7-10-2022                                                                  | Londra                                                                     | Inghilterra                                                                | 2 – 1                                                                      | Stati Uniti                                                                | Amichevole                                                                 | -                                                                          | 67’                                                                        |
| 11-10-2022                                                                 | Brighton                                                                   | Inghilterra                                                                | 0 – 0                                                                      | Rep. Ceca                                                                  | Amichevole                                                                 | -                                                                          |                                                                            |
| 11-11-2022                                                                 | San Pedro del Pinatar                                                      | Inghilterra                                                                | 4 – 0                                                                      | Giappone                                                                   | Amichevole                                                                 | 1                                                                          | 83’                                                                        |
| 15-11-2022                                                                 | San Pedro del Pinatar                                                      | Inghilterra                                                                | 1 – 1                                                                      | Norvegia                                                                   | Amichevole                                                                 | -                                                                          |                                                                            |
| 16-2-2023                                                                  | Milton Keynes                                                              | Inghilterra                                                                | 4 – 0                                                                      | Corea del Sud                                                              | Arnold Clark Cup 2023                                                      | -                                                                          |                                                                            |
| 22-2-2023                                                                  | Bristol                                                                    | Inghilterra                                                                | 6 – 1                                                                      | Belgio                                                                     | Arnold Clark Cup 2023                                                      | -                                                                          | 81’                                                                        |
| 6-4-2023                                                                   | Londra                                                                     | Inghilterra                                                                | 1 – 1 (4 - 2 dtr)                                                          | Brasile                                                                    | Finalissima 2023                                                           | 1                                                                          |                                                                            |
| 11-4-2023                                                                  | Brentford                                                                  | Inghilterra                                                                | 0 – 2                                                                      | Australia                                                                  | Amichevole                                                                 | -                                                                          | 60’                                                                        |
| 1-7-2023                                                                   | Milton Keynes                                                              | Inghilterra                                                                | 0 – 0                                                                      | Portogallo                                                                 | Amichevole                                                                 | -                                                                          | 46’                                                                        |
| 22-7-2023                                                                  | Brisbane                                                                   | Inghilterra                                                                | 1 – 0                                                                      | Haiti                                                                      | Mondiali 2023 - Fase a gironi                                              | -                                                                          |                                                                            |
| 28-7-2023                                                                  | Sydney                                                                     | Inghilterra                                                                | 1 – 0                                                                      | Danimarca                                                                  | Mondiali 2023 - Fase a gironi                                              | -                                                                          | 76’                                                                        |
| 1-8-2023                                                                   | Adelaide                                                                   | Cina                                                                       | 1 – 6                                                                      | Inghilterra                                                                | Mondiali 2023 - Fase a gironi                                              | -                                                                          | 81’                                                                        |
| 12-8-2023                                                                  | Sydney                                                                     | Inghilterra                                                                | 2 – 1                                                                      | Colombia                                                                   | Mondiali 2023 - Quarti di finale                                           | -                                                                          |                                                                            |
| 16-8-2023                                                                  | Brisbane                                                                   | Australia                                                                  | 1 – 3                                                                      | Inghilterra                                                                | Mondiali 2023 - Semifinali                                                 | 1                                                                          | 90’                                                                        |
| Totale                                                                     |                                                                            | Presenze                                                                   | 37                                                                         |                                                                            | Reti                                                                       | 17                                                                         |                                                                            |

| Cronologia completa delle presenze e delle reti in nazionale ― Gran Bretagna | Cronologia completa delle presenze e delle reti in nazionale ― Gran Bretagna | Cronologia completa delle presenze e delle reti in nazionale ― Gran Bretagna | Cronologia completa delle presenze e delle reti in nazionale ― Gran Bretagna | Cronologia completa delle presenze e delle reti in nazionale ― Gran Bretagna | Cronologia completa delle presenze e delle reti in nazionale ― Gran Bretagna | Cronologia completa delle presenze e delle reti in nazionale ― Gran Bretagna | Cronologia completa delle presenze e delle reti in nazionale ― Gran Bretagna |
| Data                                                                         | Città                                                                        | In casa                                                                      | Risultato                                                                    | Ospiti                                                                       | Competizione                                                                 | Reti                                                                         | Note                                                                         |
| ---------------------------------------------------------------------------- | ---------------------------------------------------------------------------- | ---------------------------------------------------------------------------- | ---------------------------------------------------------------------------- | ---------------------------------------------------------------------------- | ---------------------------------------------------------------------------- | ---------------------------------------------------------------------------- | ---------------------------------------------------------------------------- |
| 21-7-2021                                                                    | Sapporo                                                                      | Gran Bretagna                                                                | 2 – 0                                                                        | Cile                                                                         | Olimpiadi 2020 - Fase a gironi                                               | -                                                                            | 90+2’                                                                        |
| Totale                                                                       |                                                                              | Presenze                                                                     | 1                                                                            |                                                                              | Reti                                                                         | 0                                                                            |                                                                              |

## Palmarès

### Club
- FA Women's Cup: 1

Manchester City: 2016
- Campionato inglese di seconda divisione: 1

Manchester United: 2018-2019

### Nazionale
- Arnold Clark Cup: 2

2022, 2023
- Campionato d'Europa: 2

2022, 2025
- Finalissima: 1

2023

### Individuale
- Calciatrice dell'anno del Manchester United: 1

2021-2022